# Кальвенцано
Кальвенцано (італ. Calvenzano) — муніципалітет в Італії, у регіоні Ломбардія, провінція Бергамо.
Кальвенцано розташоване на відстані близько 470 км на північний захід від Рима, 32 км на схід від Мілана, 23 км на південь від Бергамо.
Населення — 4207 осіб (2014).
Щорічний фестиваль відбувається першої неділі травня. Покровитель — Madonna del Rosario.

## Демографія
Населення за роками:

Станом на 31 грудня 2014 року в муніципалітеті офіційно проживало 319 іноземців з 33 країн, серед них 45 громадян країн Євросоюзу та 10 громадян України.

## Сусідні муніципалітети
- Арцаго-д'Адда
- Караваджо
- Казірате-д'Адда
- Мізано-ді-Джера-д'Адда
- Тревільйо
- Вайлате